# バイグラム
バイグラム（ダイグラム、英: bigram, digram）とは、ある文章の文字列を連続する三要素ごとに分割する自然言語処理の手法である。これは任意のn要素に分割するnグラムにおける "n" を "2" としたものである。
文字列におけるバイグラムの頻度分布は計算言語学や暗号学、音声認識などさまざまな分野での基本的な統計的手法として応用されている。

## 応用
バイグラムやnグラムなどの手法は音声認識では最も用いられてきた手法である。
暗号学におけるバイグラム頻度分析では暗号文解読のために使用されることがある。頻度分析も参照。また、バイグラムの出現頻度は統計的言語同定の手法として用いられる。
ロゴロジーやレクリエーション言語学ではバイグラムが用いられることがある。バイグラムによって検出された二要素の文字列を既存の単語から探し出す取組や、バイグラムで検出された二要素の文字列の中から "logogogue" のような連続する文字を含むものを探し出す取組などが挙げられる。

## 英語におけるバイグラムの出現頻度
大規模な英語コーパスにおける文字レベルでのバイグラムの出現頻度の上位のものが以下の通りとなる:
```
th 3.56%       of 1.17%       io 0.83%
he 3.07%       ed 1.17%       le 0.83%
in 2.43%       is 1.13%       ve 0.83%
er 2.05%       it 1.12%       co 0.79%
an 1.99%       al 1.09%       me 0.79%
re 1.85%       ar 1.07%       de 0.76%
on 1.76%       st 1.05%       hi 0.76%
at 1.49%       to 1.05%       ri 0.73%
en 1.45%       nt 1.04%       ro 0.73%
nd 1.35%       ng 0.95%       ic 0.70%
ti 1.34%       se 0.93%       ne 0.69%
es 1.34%       ha 0.93%       ea 0.69%
or 1.28%       as 0.87%       ra 0.69%
te 1.20%       ou 0.87%       ce 0.65%
```